# لیگ برتر (فیلم)
لیگ برتر (به انگلیسی: Major League) یک فیلم کمدی ورزشی آمریکایی محصول سال ۱۹۸۹ به کارگردانی دیوید اس. وارد با بازی تام برنگر، چارلی شین، وسلی اسنایپس، جیمز گامون، باب اوکر، رنه روسو، دنیس هیزبرت و کوربین برنسن می‌باشند.

## داستان
مالک جدید تیم بیسبال «کلیولند ایندینز» برای اینکه بتواند نقشه خودش را عملی کرده و تیم را منتقل کند، چندین بازیکن ناشی را خریداری کرده و در تیم قرار می‌دهد تا نتایج ضعیفی بگیرند. وقتی بازیکنان از نقشه مالک تیم خبردار می‌شوند تصمیم می‌گیرند برای ضدحال زدن

## بازیگران فیلم
- تام برنگر … جیک تیلور[۳]
- چارلی شین … ریکی «وحشی» وان
- کوربین برنسن … راجر دورن
- مارگارت ویتون … راشل فلپس
- جیمز گامون … لو براون
- رنه روسو … لین وللین
- باب اوکر … هری دویل
- وسلی اسنایپس … ویلی مای هیز
- چارلز سایفرس … چارلی داناوان
- چلسی راس … ادی هریس
- دنیس هیزبرت … پدرو کاررنو
- نیل فلین